# Стеван Тоболар
Стеван Тоболар (чеш. Tobolář; Београд, 12. јун 1888 − 13. април 1943) био је београдски инжењер чешког порекла,

## Биографија
Стеван Тоболар рођен је у Београду 1888. године у многочланој породици индустријалца Фрање Тоболара и његове жене Барбаре. Породица Тоболар доселила се у Београд из Прага, али су се брзо уклопили у београдско друштво, толико да је Фрања био у комисији за одређивање цене хлеба 1897. године.
Стеван се школовао у Београду. Матурирао је 1908. у Београдској реалки. Школовање наставио на Архитектонском одсеку Више техничке школе, где је дипломирао 1912. године. Убрзо по завршетку школовања одлази у рат, где је као инжењерски потпоручник био на служби у штабу Дринске дивизије. Одликован је Медаљом за храброст, Медаљом за ревносну службу и Орденом за храброст.
По повратку из рата основао је сопствено грађевинско предузеће које се бавило пројектовањем и изградњом приватних и пословних објеката. Његов грађевински опус прекинуо је Други светски рат. Мобилисан је одмах по избијању рата и убрзо заробљен и депортован. Стеван Тоболар умро је 13. априла 1943. године у немачком заробљеништву. Његова прерана смрт узрокована је лошим здравственим стањем од последица дугог боравка у немачком заробљеништву, од 1941. до 1943. године.

## Изграђени и пројектовани објекти
Почетак Тоболаровог радног века, слично као и код већине инжењера и архитеката његовог доба, био је везан за различите пројекте дозиђивања, доградњи, адаптација и слично, али ти објекти
се до данас већином нису сачували. Први велики посао је свакако био рад на изградњи зграде Заступништва Првог паробродарског друштва из Беча. С тим пројектом из средине 20-их година Тоболар је могао стећи потребну репутацију за наредне значајне послове. Од краја 20-их за његов рад значајна је зграда Грађанске штедионице, коју самостално пројектује и изводи и која се сматра његовим најзначајнијим и најуспелијим делом. Од средине 30-их настају зграде чији је Тоболар пројектант, извођач и власник, намењене рентирању или каснијој продаји. Међу њима посебно се истиче зграда на углу улица Краљице Марије и Старине Новака, дело које једино међу свим осталим Тоболаровим радовима носи јасну инспирисаност елементима модерне. Истовремено, ово дело представља најуспелије ауторово остварење из касног периода његовог стваралаштва.
Тоболар се није појављивао као носилац јавних функција или градитељ крупних јавних објеката чији је наручилац била краљевска породица односно држава, већ се посветио приватној пракси. Морао је да почне са ситним градитељским захватима, али касније ради на запаженим и значајним објектима у граду, да би у годинама непосредно пред почетак Другог светског рата био забележен као пројектант и власник више стамбених објеката на територији Општине Врачар.

### Зграда представништва Првог дунавског паробродарског друштва
Прво архитектонско дело које се повезује са Стеваном Тоболаром је Зграда представништва Првог дунавског паробродарског друштва у Београду, изграђена на углу улица Капетан Мишине и Господар Јевремове. Идејни пројектант зграде израдио је бечки архитекта Александар Поп 1923. године. С обзиром на то да је пројекат било потребно разрадити, прилагодити конфигурацији терена и направити одговарајући унутрашњи распоред у складу с потребама представништва, овај посао је поверен локалном грађевинском предузећу инжењера Стевана Тоболара, које је уједно било и извођач радова. Приспела техничка документација је усвојена фебруара 1924. године, а репрезентативна угаона зграда била је завршена почетком 1926. На оригиналним плановима зграде, Тоболар је потписан уз архитекту Попа. Па ипак, иако је Тоболар извео извесне промене, углавном у ентеријеру и на фасади, задржана је основна архитектонска концепција оригиналног Поповог идејног решења.

### Зграда Грађанске штедионице
Зграда Грађанске штедионице на углу улица Светозара Марковића и Краља Милана у Београду. представљала је значајно дело архитекте Стевана Тоболара. Свечане и монументалне композиције у позноакадемском стилу оно у себи садржи репрезентативност и велелепност јавне грађевине каква је банка, али и елеганцију и реторичност које су важне за друштвено-културни аспект. Објекат Грађанске штедионице се истицало као уметнички најуспелије здање у
целом потезу пресека двеју улица, доминирајући у визури тог дела града.
Релативно пространа основа од 288 м2 решена је у потпуној симетрији, са крилима која сепружају ка дворишној страни. Приземље је било намењено пословним просторијама Штедионице, која је била и власник зграде, а виши спратови становању. Сваки од три спрата садржи по два троипособна стана, чије су просторије централно организоване око улазног предсобља. Оваква организација основе је типично обележје српске архитектуре у периоду између два светска рата и била је подстакнута тежњом за бољим квалитетом становања као и новим навикама српског грађанског друштва.
Већ на први поглед на грађевини се запажа тежња за постизањем монументалности, што је било уобичајено за зграде ове намене. Креирању ефекта репрезентативности и отмености највећим делом доприносили су високи колосални прислоњени јонски стубови који су се протезали целом висином другог и трећег спрата и раскошни рељефи. Велику важност у целокупној композицији фасаде имају и балкони који такође доприносе утиску достојанства. Фасада је компонована у неколико зона. Последњу зону на врху грађевине чине зупчасти венац, мансардни кров и тимпанон. Зупчасти венац је мотив који Тоболар готово незаобилазно користи на својим грађевинама, док је раскошан тимпанон са рељефном декорацијом флоралног и хералдичког карактера употребљен први и вероватно једини пут код овог аутора. У жижи композиције прочеља смештена је полукружна удубљена ниша у којој се налази скулптура бога Меркура у природној величини човека. Мотив бога Меркура најзаступљенији је антички мотив на београдским фасада ма у периоду између два светска рата. Нешто ниже, у висини првог спрата, налазила се још једна правоугаона ниша у којој је била смештена скулптура амфоре са пламеном. Фигура Меркура, тимпанон са рељефом, као и јонски стубови на фасади изразити су неокласицистички елементи, који су у овом случају употребљени у академском стилском постулату. Како се скулптура Меркура среће на фасадама готово сваке банке у Београду саграђене између два светска рата, а здања банака су се простирала у појасу дуж Кнeз Михaилoве улице, преко Теразија до Славије, на овом потезу се нaлaзe скoрo свe прeдстaвe бoгa Мeркурa у београдској архитектури. Скулптура Меркура на Грађанској штедионици у том смислу била је веома драгоцен прилог познавању овог мотива, посебно са аспекта иконографске анализе.
Године 2021. обелодањено је да ће блок зграда у коме се налази ова зграда бити срушен ради зидања стамбено-комерцијалног комплекса King’s Circle Residences. Крајем исте године Центар за урбани развој, Европа Ностра Србија, удружење Чешка беседа Београд, Удружење грађана „Тополска“, и Друштво за уређење и улепшавање Крунског венца покренули су иницијативу да се сачува ова јединствена културно-историјска и архитектонска целина. Иницијативу је децембра 2021. подржало Одељење уметности САНУ, а фебруара наредне године и Републички завод за заштиту споменика културе. Према одлуци Секретаријата за урбанизам Града Београда, фасаду те и неколико околних зграда требало је сачувати. Упркос овој одлуци ове вредне фасаде срушене су, заједно са зградама, у ноћи између 20. и 21. августа 2023. године. Сачувана је само стамбена зграда у улици Светозара Марковића 49, у којој се налази кафана „Мањеж”.

### Стамбена зграда на углу Старине Новака и Краљице Марије
Од средине 30-их настају зграде чији је Тоболар пројектант, извођач и власник, намењене рентирању или каснијој продаји. Међу њима посебно се истиче зграда на углу улица Краљице Марије и Старине Новака, дело које једино међу свим осталим Тоболаровим радовима носи јасну инспирисаност елементима модерне. Истовремено, ово дело представља најуспелије ауторово остварење из касног периода његовог стваралаштва. Пројектована је и грађена током 1937/38. године.

### Остали значајнији објекти
- Стамбена зграда у улици Светозара Марковића 49 у којој се налази кафана „Мањеж”
- Стамбене зграде у Трнској 12 (1935) и 21 (1936)
- Стамбена зграда са рестораном у Синђелићевој 6 (1938)[3]